# Mucromorphus
Mucromorphus là một chi bọ cánh cứng trong họ 
Elateridae.
Chi này được miêu tả khoa học năm 1962 bởi Ôhira.

## Các loài
- Mucromorphus miwai Kishii, 1962